# 豊岡村 (愛知県額田郡)
豊岡村（とよおかむら）は、かつて愛知県額田郡にあった村である。額田町の南西部に該当し現在の岡崎市の北部に該当する。

## 沿革
- 江戸時代末期、この地域は岡崎藩領、野村藩領、磐城平藩領、西大平藩領、天領、旗本領、寺社領であった。
- 1889年（明治22年）10月1日 -
  - 下衣文村、樫山村、桜井寺村、鹿勝川村、牧平村が合併し、豊岡村となる。
- 1906年（明治39年）5月1日 - 豊岡村、高富村、栄枝村の一部[1]が合併し、豊富村となる。
- 1956年（昭和31年）9月30日 - 豊富村、宮崎村、形埜村、下山村の一部[2]が合併し、額田町となる。

## 歴代村長
| 代 | 氏名         | 就任 | 退任 | 備考 |
| -- | ------------ | ---- | ---- | ---- |
| 1  | 今泉八右衛門 |      |      |      |
| 2  | 平川治郎作   |      |      |      |
| 3  | 太田甚蔵     |      |      |      |
| 4  | 今泉卯右衛門 |      |      |      |

## 学校
- 豊岡尋常小学校（現・岡崎市立豊富小学校）

## 寺社

### 神社
- 須賀神社（樫山）
- 神明宮（樫山）
- 豊富神社（牧平）
- 白山神社（桜井寺）
- 秋葉社（鹿勝川）
- 神明社（下衣文）
- 蘇美神社（下衣文）

### 寺院
- 桜井寺（桜井寺）
- 弘分寺（下文衣）
- 浄泉寺（樫山）
- 定林寺（樫山）
- 意徳院（樫山）
- 福聚寺（牧平）
- 慈雲院（鹿勝川）